# Macieira (Lousada)
Macieira ist eine Gemeinde (Freguesia) im portugiesischen Kreis (Concelho) von Lousada. 

## Bevölkerung
In ihr leben 1285 Einwohner (Stand 19. April 2021).

## Geschichte
Die Gemeinde entstand vermutlich im Verlauf der Wiederbesiedlungen nach der Reconquista. In den königlichen Erhebungen von 1258 ist der Ort dann bereits als eigenständige Gemeinde vermerkt.